# Mariko Adachi
Mariko Adachi (Osaka, 21 de julho de 1983) é uma triatleta profissional japonesa.

## Carreira
Ela ganhou o Asian Games de 2010.

### Londres 2012
Mariko Adachi disputou os Jogos de Londres 2012, terminando em 14º lugar com o tempo de 2:02:04. 